# Buchenwälder bei Rechenberg-Holzhau
Buchenwälder bei Rechenberg-Holzhau este o arie protejată (arie specială de conservare — SAC, sit de importanță comunitară — SCI) din Germania întinsă pe o suprafață de 180 ha, integral pe uscat.

## Localizare
Centrul sitului Buchenwälder bei Rechenberg-Holzhau este situat la coordonatele 50°43′31″N 13°33′15″E / 50.7253°N 13.5542°E.

## Înființare
Situl Buchenwälder bei Rechenberg-Holzhau a fost declarat sit de importanță comunitară în iunie 2002 pentru a proteja 2 specii de animale. Situl a fost protejat și ca arie specială de conservare în aprilie 2011.

## Biodiversitate
Situată în ecoregiunea continentală, aria protejată conține 5 habitate naturale: Cursuri de apă de la nivel de câmpie la nivel montan, cu vegetație Ranunculion fluitantis și Callitricho-Batrachion, Pante stâncoase silicioase cu vegetație casmofită, Păduri de fag Luzulo-Fagetum, Păduri de fag Asperulo-Fagetum, Păduri aluvionare cu Alnus glutinosa și Fraxinus excelsior (Alno-Padion, Alnion incanae, Salicion albae).
La baza desemnării sitului se află mai multe specii protejate de  mamifere (2): liliac cârn (Barbastella barbastellus), liliac comun (Myotis myotis)